# Igreja de São Bento do Campo
A Igreja de São Bento do Campo (em galego: Igrexa de San Bieito do Campo; em castelhano: Iglesia de San Benito do Campo) é uma igreja neoclássica do século XVIII, originalmente construída no século X, situada no centro histórico de Santiago de Compostela, Galiza, Espanha.

## Descrição
A igreja situa-se na Praça de Cervantes, uma das zonas mais antigas da cidade e é frequentemente apontada como a igreja mais antiga de Santiago, se bem que o edifício atual seja do século XVIII. A sua origem é associada ao episcopado de São Pedro de Mezonzo, bispo de Iria Flávia entre 985 e 1003. No segundo quartel do século XII, com Diego Gelmires como arcebispo de Compostela, foi completamente reconstruída em estilo românico. No segundo quartel do século XIV a porta principal foi remodelada.
No final do século XVIII foi completamente reconstruída por ordem do arcebispo Malvar. A igreja antiga foi então demolida, sendo reconstruída em estilo neoclássico pelo arquiteto Melchor de Prado.
O edifício atual, em silhar de granito, tem planta retangular, uma só nave e um telhado de duas águas em telha. A nave tem quatro secções uniformes cobertas por uma abóbada de berço e uma capela-mor, que representa o presbitério da abside. Detrás desta encontra-se a sacristia, de planta retangular. A fachada é muito austera, com uma só secção, refletindo a estrutura do interior, com uma grande janela semicircular com um lintel por cima da porta. A fachada é encimada por um frontão com mísulas, atrás do qual se ergue o campanário. Apesar de pequena e sóbria, a igreja tem uma certa aparência monumental.
No interior destacam-se as belas imagens barrocas de Santo António, São José e São João Batista e a imagem neoclássica de São Bento, da autoria do escultor compostelano Manuel de Prado Mariño (1772–1822).[carece de fontes?] Os dois únicos vestígios do passado medieval da igreja também se encontram no interior: um altar com aspeto gótico e o antigo tímpano da porta de entrada, com imagens da Epifania (Adoração dos Reis Magos).
Há também uma exposição, principalmente de arte sacra, que faz parte de um itinerário museográfico do qual também fazem parte a Capela de Ánimas e a Igreja de Santa Maria do Caminho.